# Affaire Jean Pilon
Pour un article plus général, voir Abus sexuels dans la congrégation des Clercs de Saint-Viateur.
L'affaire Jean Pilon est une affaire judiciaire mettant en cause le prêtre Jean Pilon, membre des Clercs de Saint-Viateur et pédocriminel dénoncé par plus de 50 personnes pour des agressions sexuelles commises sur eux alors qu’ils étaient mineurs.
Jean Pilon a été traduit devant les tribunaux à quatre reprises.
En 2021 il est condamné à 42 mois de prison et, en 2022, à 6 mois de détention supplémentaire pour des agressions contre des mineurs.
Il est inscrit au Registre canadien des délinquants sexuels depuis 2016.

## Dénonciations
En consultant la liste des dénonciations associée au recours collectif déposée en 2017 et son parcours, on apprend que :
- De 1971 à 1978, il fait au moins trois victimes au Service de préparation à la vie à Montréal.

- De 1979 à 1989, il est dénoncé par quarante cinq victimes pendant qu’il est affecté au Collège Bourget à Rigaud.

- De 1994 à 2001, il fait au moins deux autres victimes alors qu’il agit en tant que vicaire administrateur et curé à Chambly.

Pour l’instant, il ne semble pas y avoir d’autres dénonciations pour la suite de sa carrière telle que décrite dans l’éloge qui lui est faite par ses pairs en 2010 :
- Dans les années 1990, il œuvre à la Villa Manrèse, la maison-mère des Clercs de Saint-Viateur à Haïti.

- De 2001 à 2006, il est curé dans Hochelaga-Maisonneuve et fait de la pastorale de rue auprès des jeunes défavorisés.

- En 2006, il est affecté à l’unité pastorale Le Paysan à Napierville[3].

En octobre 2019, Jean Pilon est, bien malgré lui, la « vedette » du reportage intitulé Le poids du silence de l’émission JE de TVA. Cette notoriété lui a valu une trentaine des dénonciations incluses dans le recours collectif intenté en 2017 contre sa congrégation.
Avec ses 52 dénonciations, Jean Pilon est en tête du palmarès des pédophiles dénoncés dans le recours collectif de 2017. À lui seul, il est responsable de 12,5 % des abus commis par les membres de sa congrégation.

## Justice et procès
En janvier 2014, Jean Pilon et le Collège Bourget sont poursuivis au civil pour 630 000 $ par un homme alléguant des abus sexuels en 1976. La poursuite est abandonnée lorsqu’il apparait que Pilon n’était pas au Collège avant 1980. Le Jean Pilon n’est pas accusé au criminel concernant cette affaire.
En juillet 2016, Jean Pilon est accusé de grossière indécence et d’attentat à la pudeur envers 2 plaignants en 1982 et 1984 à Rigaud. Il a reconnu sa culpabilité pour ces gestes en décembre 2017 à Valleyfield. Il est condamné à 1 an de prison avec sursis et à verser 5 000 $ à une fondation. Il est aussi inscrit au registre des délinquants sexuels.
En novembre 2017, une requête est déposée pour intenter une action collective au nom de plus de 350 victimes d’agressions sexuelles par des Clercs de Saint-Viateur. On y décrit en détail une agression sexuelle commises par Jean Pilon contre le demandeur.
En août 2019, le recours collectif contre les Clercs de Saint-Viateur est autorisé et, en annexe, on trouve les noms des plus de 200 abuseurs actifs entre 1946 et 2012. Jean Pilon y est dénoncé par plus de 50 plaignants.
Le 23 juin 2020, Jean Pilon est arrêté à Joliette avec 4 autres prêtres et remis en liberté.
Le 28 juillet 2021, Jean Pilon est condamné à 42 mois de prison après avoir été reconnu coupable des agressions sexuelles sur 12 enfants dont 11 garçons et une fille entre 1982 à 1990 au collège Bourget,,,.
En octobre 2022, Jean Pilon est condamné à six mois de détention supplémentaire pour une treizième victime.